# Trần Thắng (chính trị gia sinh 1966)
Trần Thắng (sinh ngày 28 tháng 8 năm 1966) là chính trị gia nước Cộng hòa xã hội chủ nghĩa Việt Nam. Ông hiện là Phó Bí thư Đảng ủy Mặt trận Tổ quốc Việt Nam, các đoàn thể Trung ương nhiệm kỳ 2020-2025 , Bí thư Đảng ủy các cơ quan tham mưu, giúp việc của Đảng ủy Mặt trận Tổ quốc, các đoàn thể Trung ương nhiệm kỳ 2020 - 2025.
Ông nguyên là Phó Bí thư Đảng ủy Khối Doanh nghiệp Trung ương, Phó Bí thư Tỉnh ủy, Bí thư Ban Cán sự Đảng, Chủ tịch thứ 17 Ủy ban nhân dân tỉnh Quảng Bình và kiêm nhiệm các vị trí lãnh đạo hành pháp tỉnh Quảng Bình, Phó Bí thư Thường trực Tỉnh ủy Quảng Bình; Thường vụ Tỉnh ủy, Bí thư Thị ủy, Chủ tịch Hội đồng nhân dân thị xã Ba Đồn; Tỉnh ủy viên, Bí thư Huyện ủy, Chủ tịch Hội đồng nhân dân huyện Quảng Trạch, Quảng Bình.
Trần Thắng là Đảng viên Đảng Cộng sản Việt Nam, học vị Cử nhân Kinh tế, Thạc sĩ Kinh tế chính trị, Cao cấp lý luận chính trị.

## Xuất thân và giáo dục
Trần Thắng sinh ngày 28 tháng 8 năm 1966 tại xã Quảng Phương, huyện Quảng Trạch, tỉnh Quảng Bình, Việt Nam Dân chủ Cộng hòa. Ông lớn lên và theo và theo học phổ thông tại quê nhà Quảng Bình. Thời thanh niên, ông theo học ở Bình Trị Thiên, từng học Trung cấp chuyên nghiệp tại Trường Trung học kinh tế Bình Trị Thiên. Sau đó, ông nhận bằng Cử nhân Kinh tế chuyên ngành Kinh tế – Kế toán tổng hợp rồi Thạc sĩ Kinh tế chính trị tại Học viện Chính trị Quốc gia Hồ Chí Minh.
Ngày 20 tháng 8 năm 1995, ông được kết nạp Đảng Cộng sản Việt Nam, trở thành đảng viên chính thức vào ngày 20 tháng 8 năm 1996. Trong quá trình hoạt động Đảng và Nhà nước, ông theo học các khóa tại Học viện Chính trị Quốc gia Hồ Chí Minh, nhận bằng Cao cấp lý luận chính trị. Từ ngày 20 tháng 7 đến ngày 20 tháng 9 năm 2020, ông tham dự lớp bồi dưỡng kiến thức mới cho cán bộ quy hoạch cấp chiến lược khóa XIII (lớp thứ năm) tại Học viện Chính trị ở thủ đô Hà Nội. Nay, ông thường trú tại Khu phố 3, phường Ba Đồn, thị xã Ba Đồn, tỉnh Quảng Bình.

## Sự nghiệp

### Thời kỳ đầu
Tháng 10 năm 1986, lúc 20 tuổi, Trần Thắng bắt đầu sự nghiệp của mình với công việc là Công nhân dịch vụ chăn nuôi tại huyện Quảng Trạch. Tháng 3 năm 1989, ông là Cán bộ cung ứng kho vận của Công ty Thương nghiệp huyện Quảng Trạch, tỉnh Quảng Bình, một doanh nghiệp nhà nước. Một năm sau, tháng 6 năm 1990, ông là Kế toán Xí nghiệp đá ốp lát cơ quan Huyện ủy Quảng Trạch. Tháng 2 năm 1991, ông được bổ nhiệm làm Giám đốc Trung tâm phòng chống giảm nhẹ thiên tai, Hội Chữ thập đỏ Bắc Quảng Bình. Ông công tác ở tổ chức xã hội này cho đến năm 1999, là Thường trực chuyên trách Hội Chữ thập đỏ huyện Quảng Trạch, tỉnh Quảng Bình.

### Công chức
Tháng 3 năm 1999, Trần Thắng được biên chế sang công chức, nhậm chức Chánh Văn phòng Ủy ban nhân dân huyện Quảng Trạch. Sang tháng 12 năm 2000, ông được bầu làm Huyện ủy viên trong Đại hội Đảng bộ huyện Quảng Trạch, Ủy viên Ủy ban nhân dân huyện, Chánh Văn phòng Hội đồng nhân dân và Ủy ban nhân dân huyện Quảng Trạch. Tháng 1 năm 2003, ông là cán bộ luân chuyển được điều về địa phương làm Bí thư Đảng bộ xã Quảng Phương, huyện Quảng Trạch, tức lãnh đạo quê hương. Tháng 9 năm 2005, ông nhậm chức Phó Trưởng Ban Dân vận Huyện ủy Quảng Trạch. Tháng 10, sau Đại hội Đảng bộ huyện Quảng Trạch, ông trở thành Ủy viên Ban Thường vụ, Chủ nhiệm Ủy ban Kiểm tra Huyện ủy Quảng Trạch khóa XXII; Trưởng Ban Pháp chế Hội đồng nhân dân huyện khóa XVII.
Tháng 5 năm 2009, ông là Phó Bí thư Huyện ủy Quảng Trạch, rồi được Ban Thường vụ Tỉnh ủy Quảng Bình bổ nhiệm làm Bí thư Huyện ủy Quảng Trạch vào tháng 8 năm 2010. Từ 2010 đến 2014, ông là Ủy viên Ban chấp hành Đảng bộ tỉnh Quảng Bình, Bí thư Huyện ủy, Chủ tịch Hội đồng nhân dân huyện Quảng Trạch. Tháng 3 năm 2015, ông chuyển chức làm Bí thư Thị ủy, Chủ tịch Hội đồng nhân dân thị xã Ba Đồn, trở thành Ủy viên Ban Thường vụ Tỉnh ủy từ tháng 10 năm 2015.

### Lãnh đạo tỉnh Quảng Bình
Ngày 28 tháng 3 năm 2019, tại Hội nghị lần thứ 18, Tỉnh ủy Quảng Bình thống nhất bầu Trần Thắng giữ cương vị Phó Bí thư Thường trực Tỉnh ủy Quảng Bình nhiệm kỳ 2015 – 2020 với 100% số phiếu bầu. Chiều 20 tháng 11 năm 2020, Hội đồng Nhân dân tỉnh Quảng Bình tổ chức kỳ họp lần thứ 17. Tại kỳ họp nói trên, các đại biểu đã bầu Trần Thắng, Phó Bí thư Tỉnh ủy, giữ chức vụ Chủ tịch Ủy ban nhân dân tỉnh Quảng Bình với số phiếu 47/47, đạt tỉ lệ 100%. Ông trở thành người lãnh đạo hành pháp tỉnh Quảng Bình trong nhiệm kỳ mới, hỗ trợ và phối hợp với Bí thư Tỉnh ủy Quảng Bình Vũ Đại Thắng.

### Phó Bí thư Đảng ủy Khối Doanh nghiệp Trung ương
Ngày 25 tháng 11 năm 2024, Đảng ủy Khối Doanh nghiệp Trung ương tổ chức hội nghị công bố quyết định của Ban Bí thư về công tác cán bộ.
Tại hội nghị, đại diện Ban Tổ chức Trung ương đã công bố quyết định của Ban Bí thư điều động, chỉ định ông Trần Thắng - Phó Bí thư Tỉnh ủy, Chủ tịch UBND tỉnh Quảng Bình thôi tham gia Ban Chấp hành, Ban Thường vụ Tỉnh ủy và thôi giữ chức Phó Bí thư Tỉnh ủy Quảng Bình nhiệm kỳ 2020-2025; điều động, chỉ định tham gia Ban Chấp hành, Ban Thường vụ Đảng ủy và giữ chức Phó Bí thư Đảng ủy Khối Doanh nghiệp Trung ương nhiệm kỳ 2020-2025.

### Phó Bí thư Đảng ủy Mặt trận Tổ quốc Việt Nam, các đoàn thể Trung ương
Ngày 3/2, tại Trụ sở Trung ương Đảng, Bộ Chính trị, Ban Bí thư tổ chức Hội nghị công bố các Quyết định của Bộ Chính trị về việc thành lập, chỉ định nhân sự của 4 Đảng bộ trực thuộc Trung ương, trong đó có Đảng ủy Mặt trận Tổ quốc Việt Nam, các đoàn thể Trung ương. Ông Trần Thắng, Phó Bí thư Đảng ủy Khối doanh nghiệp Trung ương giữ chức Phó Bí thư Đảng ủy Mặt trận Tổ quốc Việt Nam, các đoàn thể Trung ương nhiệm kỳ 2020-2025.

## Khen thưởng
Trong sự nghiệp, Trần Thắng được giao những giải thưởng như:
- Huân chương Lao động hạng Ba năm 2018;
- Bằng khen Thủ tướng Chính phủ Nguyễn Tấn Dũng năm 2008 và 2012;
- Bằng khen của Chủ tịch Ủy ban nhân dân tỉnh Quảng Bình giai đoạn 2011 – 2015 và năm 2019;